# Dikembe Mutombo
Dikembe Mutombo Mpolondo Mukamba Jean-Jacques Wamutombo (Kinshasa, 25 de juny de 1966 - Atlanta, 30 de setembre de 2024), més conegut com a Dikembe Mutombo, fou un jugador de bàsquet congolès de l'NBA. La seva alçada era de 2,18 metres i el seu pes de 111 quilograms, de manera que era un dels jugadors més alts de l'NBA, on hi jugà 17 temporades com a pivot.
Mutombo va començar a la Universitat de Georgetown, on va ser company d'Alonzo Mourning. El 1991 va ser elegit a la quarta posició de la primera ronda del draft, per l'equip de los Denver Nuggets (1991-1996). També va formar part de les plantilles d'Atlanta Hawks (1996-2001), Philadelphia 76ers (2000-2002), New Jersey Nets (2002-2003), New York Knicks (2003-2004) i Houston Rockets (2004-2009). En la seva darrera temporada en actiu va jugar amb 42 anys.
Va destacar com a jugador defensiu, on la seva major qualitat està en el bloqueig de tir, acompanyat sempre per un gest negatiu amb l'índex.
El novembre de 2015 els Atlanta Hawks van retirar la seva samarreta.